# De blanke sultane
De blanke sultane (oorspronkelijke, Franse titel: La sultane blanche) is een stripalbum van Annie Goetzinger, tekeningen, en Pierre Christin, verhaal. Het stripalbum verscheen in 1996 en werd uitgebracht door uitgeverij Dargaud in de collectie beeldroman. De twee stripauteurs hernieuwden hun samenwerking (na Het meisje van het legioen van eer, La diva et le kriegspiel, La voyageuse de petite ceinture en Charlotte et Nancy) om opnieuw de levens van opmerkelijke vrouwen te vertellen.

## Verhaal
Lady Sheringham heeft een bewogen leven gehad in het oosten, in het vroegere Britse Rijk. Emma Piggott daarentegen sterf eenzaam en arm in Londen. Zij was schooljuffrouw die een eentonig leven leidde in een christelijke school. De levens van deze twee vrouwen namen een beslissende wending na een advertentie in The Times in 1948.